# 스파이더 (소프트웨어)
스파이더(Spyder)는 파이썬 언어의 과학 프로그래밍을 위한 오픈 소스 크로스 플랫폼 통합 개발 환경(IDE)이다. 스파이더는 NumPy, SciPy, Matplotlib, Pandas, IPython, SymPy, 사이썬, 그리고 기타 오픈 소프트웨어를 포함, 파이썬 스택의 저명한 수많은 패키지들과 연동된다. MIT 라이선스로 배포된다.